# エストニアの独立回復
本項では、ソビエト連邦からのエストニアの独立回復について述べる。

## 概要
1918年に旧ロシア帝国領から独立宣言を発したエストニア第一共和国などのバルト三国は、第二次世界大戦が勃発するや、1940年にソビエト連邦へ併合された。これらはあくまでも三国側による自発的なソ連加盟であるかのように工作されたが、実際には独ソ不可侵条約秘密議定書で予定されていた、武力に基づく占領であった（バルト諸国占領）。その後の50年間のソ連支配の間、バルト三国には徹底した民族主義の弾圧とロシア化がもたらされた。エストニア・ソビエト社会主義共和国においてもエストニア民族の10人に1人が喪われ、ロシア人の大量入植やロシア語強制政策によって、エストニアの民族文化は存亡の危機に立たされた。
しかし、1980年代後半から連邦共産党書記長ミハイル・ゴルバチョフの下でペレストロイカが開始されると、民族主義への弾圧は弱まった。バルト三国でも環境保護運動を名目とした反体制活動が表面化し、エストニアでは1988年4月、ペレストロイカ支援団体「エストニア人民戦線」が結成された。体制内から民主化を訴える人民戦線への支持は瞬く間に高まり、やがてその活動は保守的なエストニア共産党中央委員会第一書記カルル・ヴァイノを退陣にまで追いやった。
人民戦線が主導した一連の非暴力革命は「歌う革命」と呼ばれ、第一共和国時代の国旗合法化やエストニア語の国家語化など、民族文化の新興も着実に進んだ。しかし、当初の人民戦線はあくまで体制内の民主派であり、ソ連からの独立も否定して共産党内の改革派と協調する存在であった。その活動に飽き足らない反体制派たちは、ソ連からの独立を公言してエストニア民族独立党や民族遺産保存協会などを結成。その一方で、エストニア人による民族運動を警戒したロシア人の側も、族際運動などの守旧派団体を組織して対抗した。
やがて1988年11月16日、エストニア最高会議はソ連構成共和国のなかで最初に国家主権宣言を採択した。モスクワはこれを無効としたが、さらにエストニアはバルト三国で協同し、1989年夏には連邦人民代議員大会に独ソ不可侵条約の正当性見直しを迫った。バルトの道による平和的抗議もあって、モスクワは条約秘密議定書の無効性を認めたが、三国のソ連加盟については正当性を主張し続けた。
三国での不満が高まるなか、エストニアでは民族独立党などが提唱する、ロシア人を排除した新たな議会「エストニア会議」が招集された。互いに正当性を主張する議会の並立や、人民戦線とエストニア会議の対立、族際運動の過激化、共産党の独立派と反独立派への分裂などで国内が揺れるなか、3月30日には最高会議がエストニア独立へ向けた移行期間を宣明した。追い詰められたゴルバチョフは急激に保守強硬化し、1991年1月にはラトビアとリトアニアにソ連軍が投入される流血の事態に至った。
ロシア最高会議議長ボリス・エリツィンの尽力によってエストニアでの流血は防がれたが、8月19日にはさらにモスクワで保守派クーデターが発生し、エストニアにもソ連軍が侵入する非常事態に至った。緊迫のなかで8月21日、エストニア最高会議はエストニアの独立回復を決議し、やがてクーデター勢力の瓦解によって無血による独立回復は成し遂げられた。しかし、尾を引く歴史認識問題の対立により、ソ連崩壊後のエストニア＝ロシア関係は再び急速に冷却することになる。

## 背景

### 独立の喪失
ロシア内戦やドイツ帝国軍の干渉によって旧ロシア帝国領バルト地域が揺れるなか、エストニア第一共和国は1918年2月24日に自国の独立宣言を発した。その後、国際社会からの独立承認も得たエストニアは、ドイツ軍やソビエト・ロシアから侵入した赤軍を独立戦争によって撃退し、1920年2月2日にタルトゥ条約によってロシアとの和平を締結した。
その後、第二次世界大戦開戦が迫る1939年8月23日、ソビエト・ロシアの後身であるソビエト連邦は、ナチス・ドイツとの間に独ソ不可侵条約を締結した。しかし、その条約には秘密議定書が附属しており、その内容は、バルト三国などを両大国が当事国たちの与り知らぬところで分割するというものであった。
大戦が勃発すると、バルト三国はすぐさま中立宣言を発したが、ソ連は秋には軍事的圧力を行使して、三国との間に相互援助条約を締結した。そして翌1940年夏、ソ連はこの条約を盾に、三国に80万人の赤軍兵を送り込んで最後通牒を発し、国内に左派系新政権を樹立させた。ソ連当局に監視され、非共産党系候補が事実上排除された選挙の結果、成立した三国の新議会は7月に、自国のソ連への加盟を要求した。結果、8月に三国は「自発的に」ソ連へ編入され、その20年余りの独立時代は幕を閉じた（バルト諸国占領）。

### 民族の衰亡とロシア化

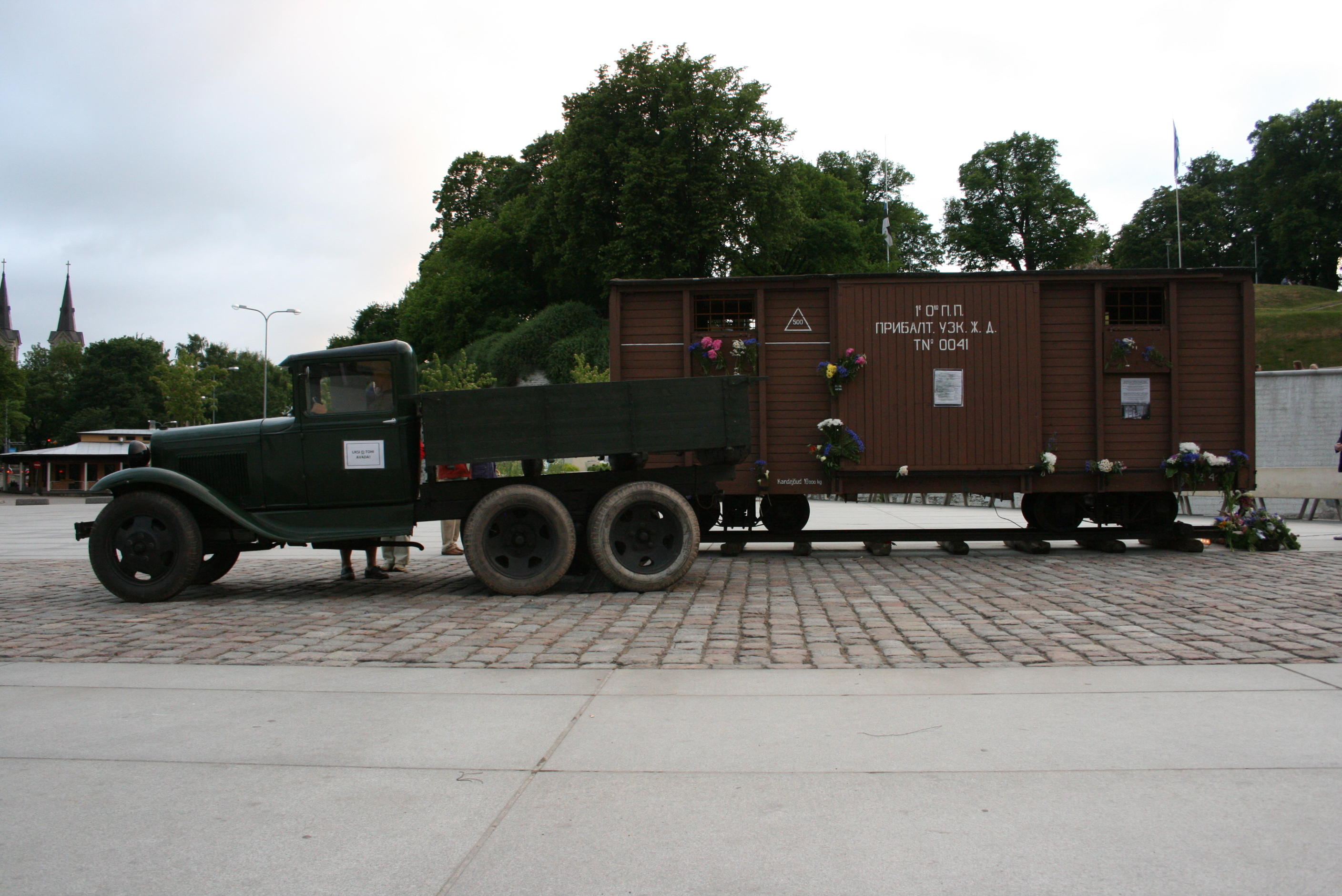
エストニア人の強制移住に使用されたものと同型のGAZ-AAAと貨車（タリンの自由広場に展示）

その後、1941年から1944年までのドイツ占領時代を経て、再びバルト三国はソ連の勢力下に入った。ソ連支配下の三国にもたらされたのは、政治的・経済的な社会主義化のみならず、社会的・文化的にも徹底した民族主義の弾圧とロシア化であった。エストニア・ソビエト社会主義共和国では、1940年から1941年までに約6万人の「反ソ分子」が強制移住・殺害の対象となり（恐怖の冬）、1944年秋までには6万9000人が国外へ亡命した。続く1944年から1952年までには12万4000人が強制移住させられ（プリボイ作戦）、多くがシベリアの地で横死した。
エストニア人の10人に1人が喪われた後には、工業化を口実として大量のロシア人がエストニアに入植してきた。独立時代には90パーセントを超えていたエストニア人の割合は、1989年までに61.5パーセントにまで低下した。代わりに流入した大量のロシア人はエストニア語を学ぼうともせず、また当局によるロシア語強制政策も実施され、エストニア人は己の民族文化の存亡に強い危機感を抱くようになった。

## 独立運動の萌芽

### 初期の抵抗運動

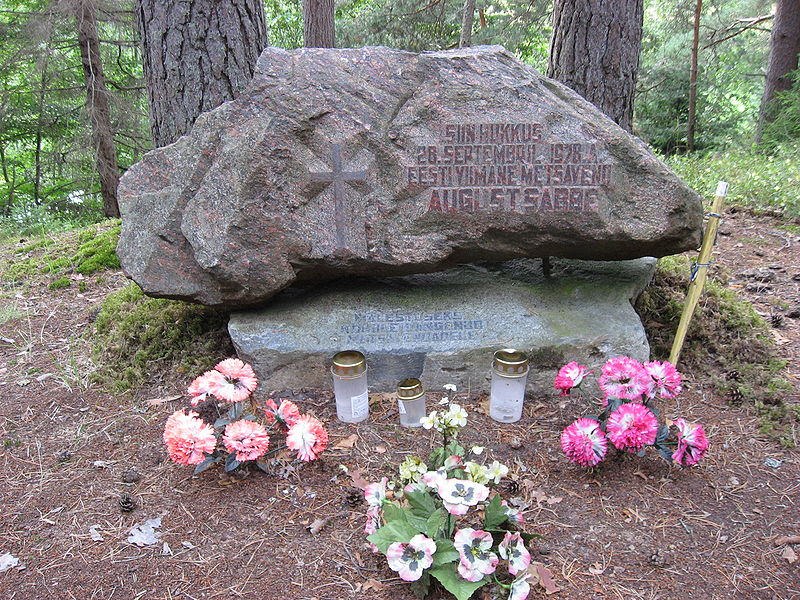
最後の「森の兄弟」、アウグスト・サッベの記念石（彼が入水したヴォハントゥ川の畔にて）

ソ連による占領に対しては、その直後からエストニアでも、「森の兄弟」と呼ばれる約1万人の反体制ゲリラが1953年まで武装抵抗を続けた。その最後の生き残りであるアウグスト・サッベは、1978年にKGBに追い詰められて自殺した。
一方で、1970年代初頭には新たな地下出版物が現れ、エストニアの独立と民族自決を求める住民投票を要求した。1972年10月には占領とロシア化に抗議し、エストニアの独立回復と国際連合加盟を求める覚え書きが、国連事務総長クルト・ヴァルトハイムへ宛てて送られている。1974年末にはセルゲイ・ソルダトフら5人の活動家が摘発される大打撃を受けるも、エストニア民族主義組織はなおも地下出版を続けた。
1977年には18人の自然科学者が、エストニアで行われている杜撰なオイルシェール・燐灰石採掘による環境汚染を告発する声明を発している（こうした鉱業は必然的にロシア人労働者の大量流入を伴うため、エストニア人にとって環境問題と民族問題は同義であった）。1975年からはバルト三国間での反体制派の連携も始まり、1979年8月23日の独ソ不可侵条約締結40周年には、条約秘密議定書の公表を求める「バルト・アピール」が、バルト三国の45人の反体制派によって公表された。
しかし、エストニアで最初に大規模な抗議運動が表面化したのは、1980年9月22日、タリンで開催されたロック・コンサートにおいてであった。当局によってこのコンサートが中止されたことに対する不満から、1週間後には数千人に及ぶ学生がデモ行進を繰り広げ、さらにこのデモ行進に対して機動隊が投入され、多数の負傷者が発生した。これを憂慮するエストニア人知識人たちは『プラウダ』など各紙に公開状「40人の手紙」を掲載した。彼らは「経済的に必要であるとして合理化されていた」ロシア化やロシア人の流入について、「エストニアの地元住民が、自分たちの土地と民族の運命に関する最終決定権を常に持つという保障」を求めた。

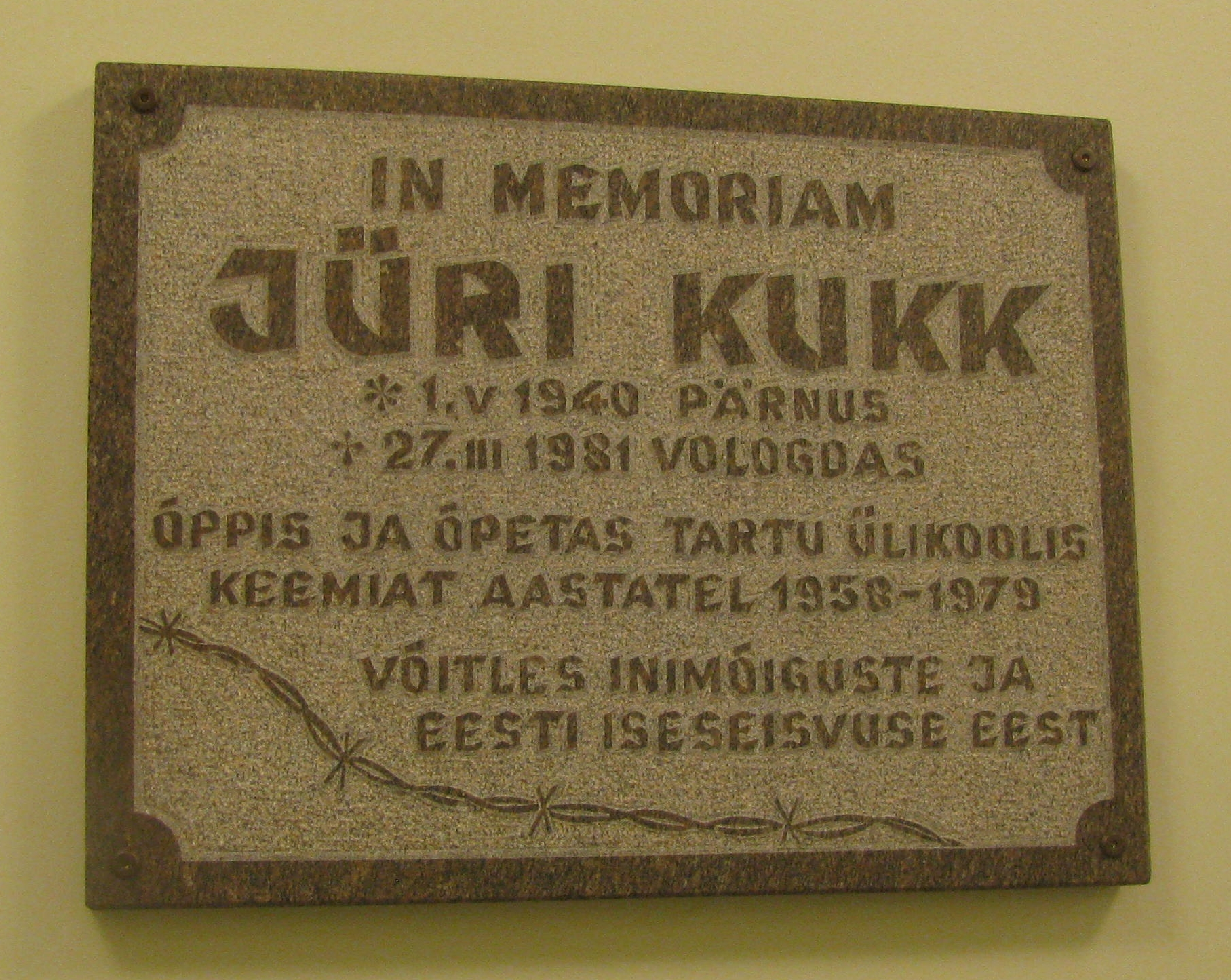
勤務先であったタルトゥ大学に掲げられた、ユリ・クックの記念銘板

続く1981年には反体制派リーダーのマルト・ニクルスとユリ・クックが検挙され、クックは獄中で変死を遂げた。1982年3月には15人の知識人が署名した手紙がフィンランドの新聞に掲載され、そこではエストニア人が自らの故郷にありながら「私は誰なのか、ここは本当に私の故郷の町なのか、私の国なのか」と絶えず自身に問いかけなければならないような有様が伝えられた。1983年にもソ連各地で民族主義活動家検挙の波が起こり、エストニアからもエン・タルト (et)、ヘイキ・アホネン (et)、ラグレ・パレクなどの逮捕者が出ている。

### ペレストロイカの始まり
しかし、ミハイル・ゴルバチョフが連邦共産党書記長に就任した1985年以降、拡大するグラスノスチによって、民族主義的な主張への制限も緩まり始めた。翌1986年4月にはエストニア作家同盟の席上で、検閲・歴史の歪曲・作家の追放・国外渡航の制限についてのみならず、エストニア人とロシア人の間の緊張する民族・言語問題についても大胆な発言が起こった。6月には『エタシ』紙上で言語学者マティ・ヒント (et) が、エストニアで行われたロシア化は、帝政ロシアやナチス・ドイツが行ったような同化政策と同種のものであったと告発した。
1986年末からラトビアとリトアニアで巻き起こり、当局に開発計画の見直しを認めさせた環境保護運動の数々に影響され、1987年5月1日からはエストニアでも、燐灰石の採掘拡大反対を訴える学生デモがタリンとタルトゥで活発化した（燐戦争）。これらの抗議に遭って、当局はエストニアでの開発計画を白紙撤回し、さらなる環境汚染とロシア人の流入は阻止されたように見えた。しかし実際には、その後も密かに開発が続けられていたことが後に明らかにされている。とはいえこれらの動向は、初めてバルト三国の民意が公然と当局の意向を覆した、歴史的な出来事であった。
やがてはエストニア共産党の一部にも民族意識復活の兆しが表れ、1987年4月には党タリン市委員会が、市に流入するロシア人などの取り締まりを決議した。しかし、当時の党中央委員会第一書記は、エストニア人でありながらエストニア語を一切解さずモスクワに盲従するカルル・ヴァイノであり、党全体としては依然として改革を否定し続けていた。

## 民主化運動の表面化

### 反体制活動の広がり
1987年8月15日、パレクを中心とする7人の元政治囚が、独ソ不可侵条約秘密議定書の公表を求めて「議定書公表のためのエストニア・グループ」(et, MRP-AEG) を組織した。MRP-AEGはラトビアのヘルシンキ86およびリトアニアの元政治囚たちと協同して、同月23日の条約締結記念日に各共和国の首都で静かなデモを行うよう呼びかけた。その表向きの理由はスターリン体制の犠牲者追悼であったが、真の目的は、独ソ不可侵条約と三国のソビエト化の違法性を問うことにあった。
MRP-AEGが23日にタリンで開催したヒルヴェ公園の集会は、ソ連で初めての当局の妨害を受けず、それには数千人が参加した。エストニア通信社 (et) や共産党機関紙『ラフヴァ・ハール』は集会が西側による謀略であると喧伝し、直後に中心人物のティート・マティソンは国外追放となった。しかしこの露骨な弾圧に対しては、それまで保守的であった創作家諸同盟 (et) 幹部たちも強く抗議し、独ソ不可侵条約の全文公開と学校教育の緩和を求める手紙を、共産党煽動・宣伝局局長宛に書き送った。
次いで12月12日には、言語学者トリヴィミ・ヴィッリステや歴史家マルト・ラールを中心として、エストニア各地の文化遺産保護組織が糾合した「民族遺産保存協会」(et) が登録され、戦前の国旗・地名・時間帯の復活や独立戦争記念碑の再建立などを求めて活動を開始した。この年には、長らく禁じられていたクリスマスも復活した。翌1988年1月21日にはMRP-AEGをエストニア民族独立党に発展させる提案において、ついにエストニア国家の独立が目標として明言された。

### 体制内からの異論

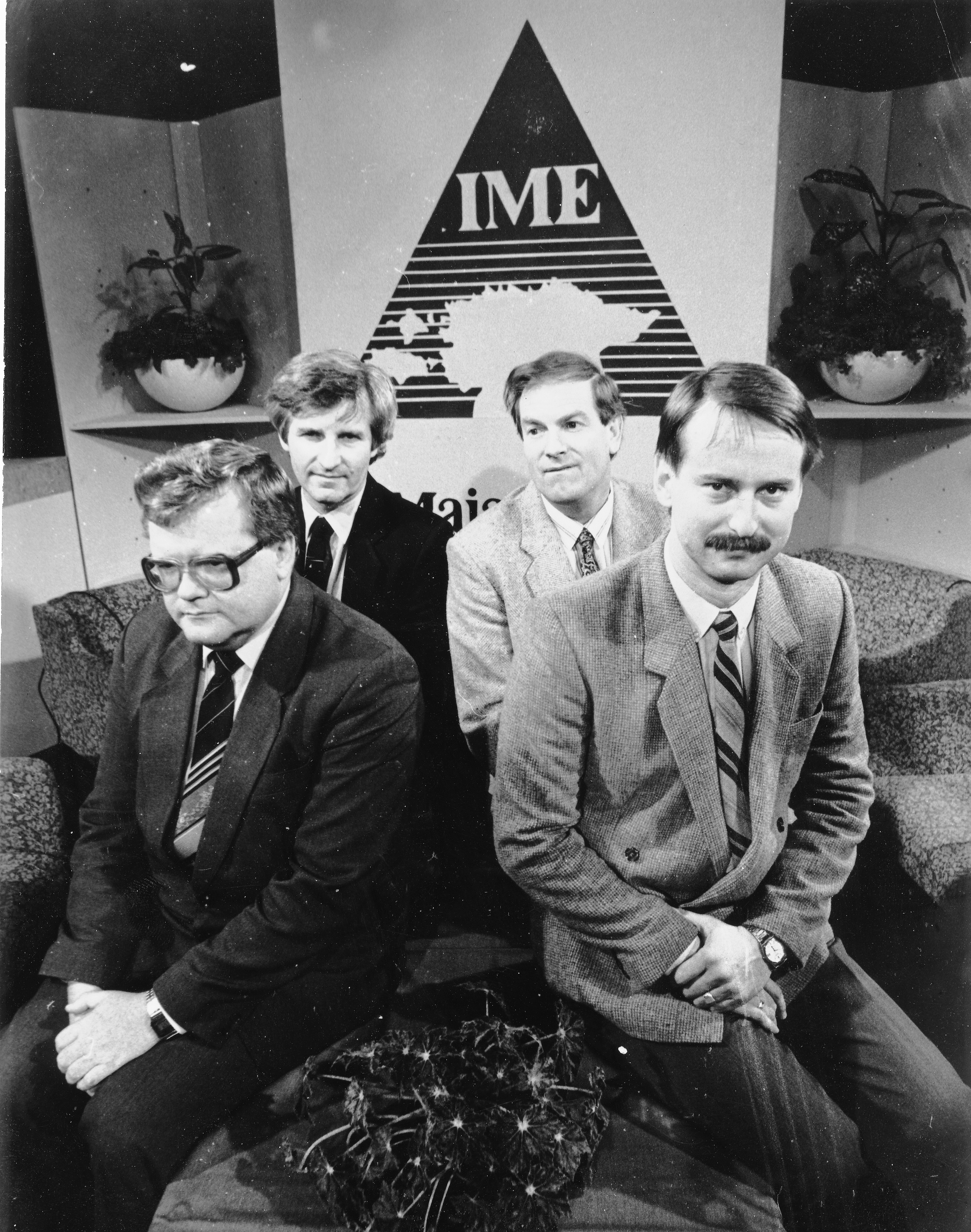
IMEに署名した4人（1988年のETVにて）

これら非公認団体の活動が活発化する一方、1987年9月26日の『エタシ』には、哲学者エトカル・サヴィサール、教育学者のシーム・カッラスとティート・マテ、そして歴史家ミック・ティトマ (et) ら4人の共産党員による提案「経済的に自立するエストニア」(et, IME) が掲載された。IMEはハンガリーの自由市場改革や中国の経済特区を例に挙げ、エストニアの「自主管理経済区域」化を提案した。IME自体は、独立志向ではなく現実の経済水準低下からもたらされたものであり、共産党中央はこれを社会主義的でないとして否認した。
しかし、1988年初頭からエストニアでは、共和国外からの労働者を受け入れる企業には1人当たり1万6000ルーブルの罰金が科されるようになった。1月中旬には保守派の共産党イデオロギー担当書記レイン・リストラーン (et) が穏健派のインドレク・トーメおよびティトマにすげ替えられ、2月19日には著名な作家・芸術家・アスリートなど40人が『ソビエツカヤ・エストニア』(ru) 紙上で、エストニアの「自主管理」と「自由で自治を持つ機構」の強化を訴える声明を発した。同月1日のタルトゥ条約締結記念日のデモは当局に妨害されたが、24日の独立記念日のデモは黙認された。
4月1日から2日にかけて開催された創作家諸同盟合同総会 (et) では、トーメも出席するなかで、タブーであった国内の民族構成問題について率直に議論が交わされた。その中には、新たに「共和国籍」を導入すべきとの提案も含まれていた。総会決議は、エストニアではエストニア語とエストニア文化が優先されるべきとの考えを強調し、その経済的・文化的独立を保障するために共和国の立法機関が指導的役割を果たすこと、連邦構成共和国の主権と平等というレーニン主義の原則に立ち戻ること、などを求めてエストニア指導部を強く批判した。

### 人民戦線の発足
そしてこの総会の直後、13日のETVの討論番組『モトレメ・ヴェール』(et) 内で、サヴィサールはペレストロイカの支持を目的とした運動「エストニア人民戦線」（ラフヴァリンネ）の結成を呼びかけた。そしてそのままスタジオ内で、弁護士レンビット・コイク (et) や漫画家ヘインツ・ヴァルクなど他の出演者・テレビ局員16人とともに、人民戦線のマニフェストの作成・署名に至った。翌14日にはタリンでのこの動きにタルトゥ大学教諭のマリユ・ラウリスティンが呼応し、人民戦線設立の機運はエストニア全土へと広がっていった。
この呼びかけは、サヴィサールの個人的野心や、独立問題を経済や連邦内主権の問題にすり替えようとした動きとも見做される。しかし、体制内反対派としての支持を得た人民戦線は、それから2か月足らずで4万人のメンバーと全国800か所の支部を擁するに至った。さらにこの動きは他の共和国にも影響を与え、ウクライナ・モルダヴィア・リトアニア・ラトビアでも、サユディスやラトビア人民戦線など、エストニア人民戦線と同様の文化的民主団体が組織されていった。

### 歌う革命
6月13日に第11期最高会議 (et) の委員会は、エストニア語をエストニアの国家語とし、長らく禁止されていた青黒白の三色旗を復権する勧告を、全会一致で可決した。一方、共産党第一書記ヴァイノは同月に予定されていた第19回連邦党会議のエストニア代表を、モスクワの指示に背いてまで、複数政党制選挙ではなくエストニア共産党の任命によって行おうとした。これに抗議して14日には人民戦線による大規模なデモが発生し、恐慌状態に陥ったヴァイノは独断でモスクワへソ連軍の介入を要請した。しかし、トーメら党内改革派はこれに強く抵抗し、トーメの進言によってゴルバチョフは16日にヴァイノを第一書記から解任した。後任の第一書記となったのは、ゴルバチョフのコムソモール時代からの同志であり、地元出身の元駐ニカラグア大使ヴァイノ・ヴァリャスであった。

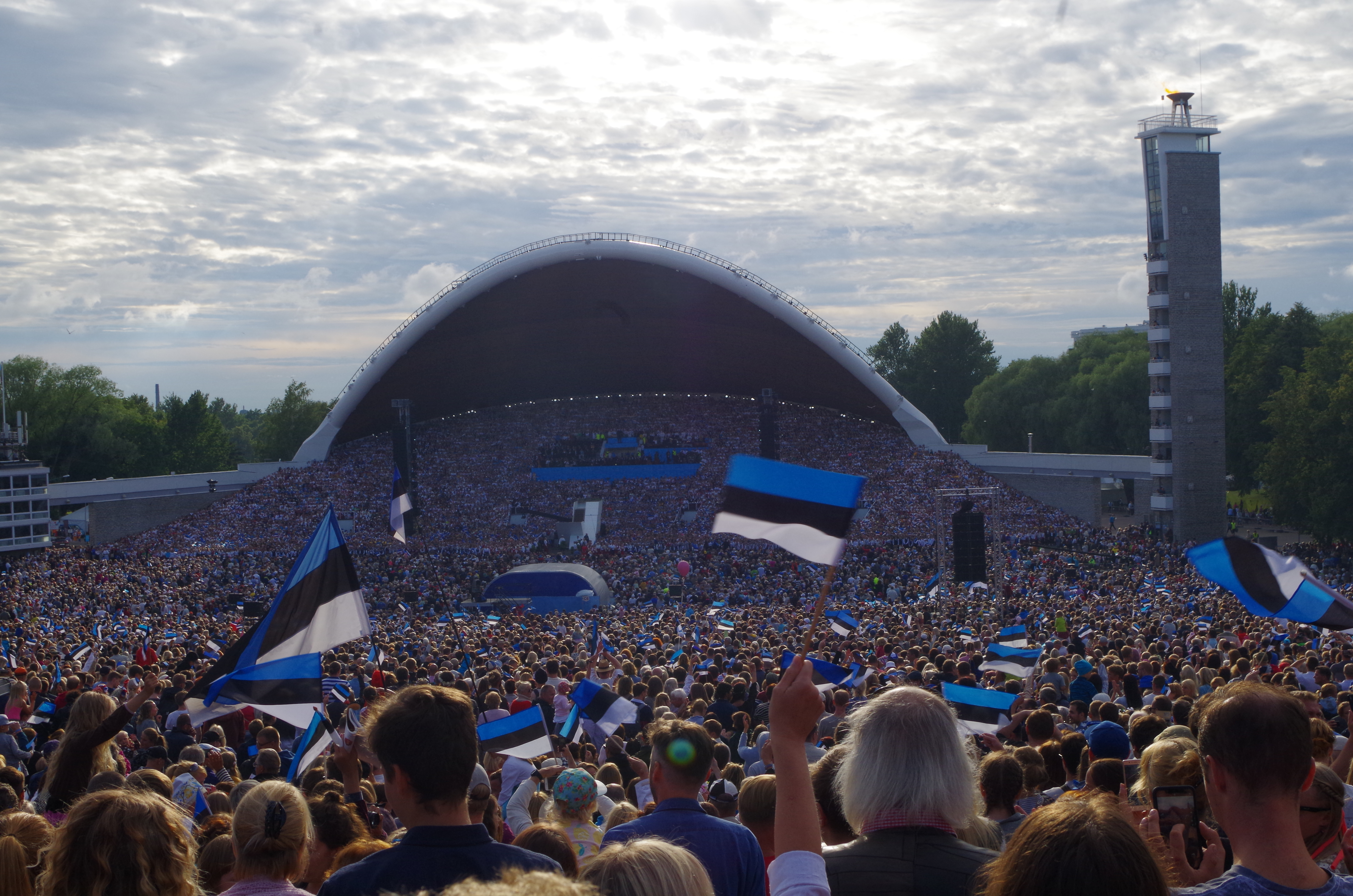
2019年の第27回エストニア全国歌謡祭 (et) の様子

この無血革命の第一段階に人々は沸き立った。6月17日には、連邦党会議に出席するヴァリャスを激励するための集会がタリン歌謡祭グラウンドで開催され、それには全人口の1割に達する15万人が参加した。1869年からの伝統を誇るエストニア全国歌謡祭が開催されてきた同グラウンドは、これ以降、組織されたものや自然発生的なものを含め、多数の民族歌謡祭の舞台となった。エストニア人の民族意識を鼓舞し、彼らを独立へと突き動かしたこの歌謡祭は、ヴァルクによって「歌う革命」と名付けられ、エストニア独立回復の象徴となっていった。
8月26日から28日にかけては、人民戦線と一体化したロック・フェスティバル「ロック・サマー '88」(et) が開催され、悪天候のなか22万人を動員した。9月11日に開催されたコンサート「エストニアの歌」(et) にはエストニアの全人口の3分の1に当たる30万人が参加し、そこではヴァリャス夫妻やコイクも民衆とともに歌声を上げた。その日、ヴァリャスは人民戦線の要求の大部分を容れ、モスクワに対しエストニア人が自身の国籍・経済・文化・政治を自主管理できるような「自由な諸民族の真の連邦」となるよう求めた。

### 林立する諸勢力
他方、人民戦線が7月23日に発した宣言は、エストニアはソ連に占領されたとの認識を示しつつも、社会主義連邦の発展にエストニア民族を委ねる、として独立を否定する内容であった。幹部会メンバー7人のうち5人を共産党員が占めたエストニア人民戦線は、当初からロシア人の扱いについて、民族独立党や民族遺産保存協会などの民族派とは立場を異にし、自身を民族に関わりなくペレストロイカ支持者を結集するものと表明していた。人民戦線はあくまでも民族間の同権を保障し、モスクワとの関係を連邦から国家連合へと漸進的に変革させることを求めていた。
MRP-AEGから発展した民族独立党は8月20日にその発足を宣言した。その主張は、国際法的・歴史的に未だ有効なタルトゥ条約に違反した現状を正す、ということが骨子であり、連邦憲法第72条の定める連邦離脱権については、そもそもソ連による併合自体が違法である、としてその行使を拒否した。対する人民戦線の設立大会は10月1日に開催されたが、サヴィサールはあくまでも共産党と同様、将来において民主化されるソ連の中での「独立」を掲げていた。8月23日の独ソ不可侵条約締結記念集会も、民族独立党が開催したヒルヴェ公園でのものとは別に、人民戦線側はタリン市ホールにロシアの歴史家ユーリー・アファナシエフを招いて開催している。
その一方で同年夏には、ロシア人が集住するエストニア北東部でエストニアからの分離要求が持ち出され、そのロシア人勢力は7月19日にエヴゲニー・コーガンが指導する「エストニア・ソビエト社会主義共和国勤労者族際主義運動」（族際運動）へと結集した。族際運動は、ロシア人との対話を目指して同時期に開催された諸民族フォーラム (et) へも参加を拒否し、エストニア人との鮮明な対決姿勢を取った。共産党は、民族派と族際運動の双方を過激派と非難したが、時には族際運動を人民戦線への対抗勢力として利用し、また自身を両者のバランサーとして機能させた。
これらの主要勢力の他にも、劇作家同盟が結成を呼びかけ、民族の文化・教育・出版に関する自己決定権を求める文化人団体「創造連盟」、環境汚染とロシア人の流入に警鐘を鳴らす「エストニア緑の運動」(et)、「青年フォーラム」(et) など、様々な方向からエストニア民族の復権を訴える運動が、民主化運動の過程において百出し始めた。

## 自立国家への道

### 加速する諸改革

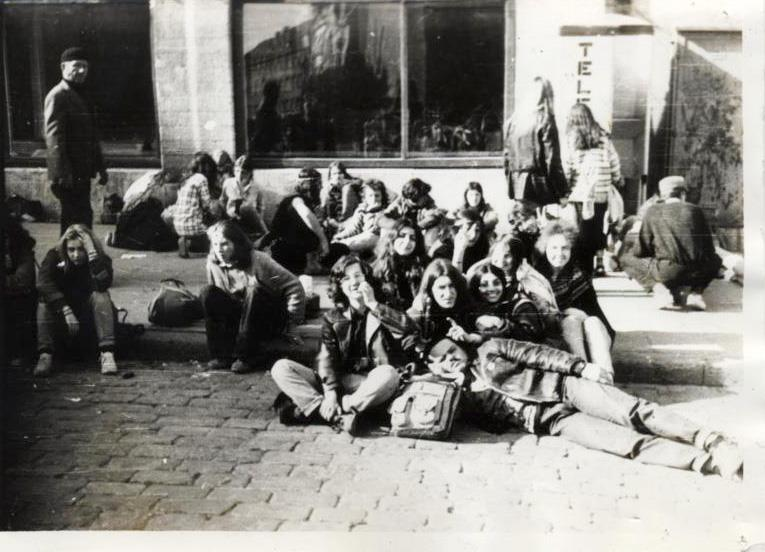
タリンにたむろするヒッピーたち（1989年）

ヴァリャスは第一書記就任直後から、エストニア民族文化の復興政策を矢継ぎ早に実行し、6月23日には最高会議が三色旗・ヤグルマギクと燕をエストニア国家のシンボルとして公認。10月19日にはモスクワ標準時に合わせられていたエストニア標準時の復活を決議した（導入は翌1989年3月末から）。8月30日には、タルトゥに1940年以来初めての商業銀行 (et) が開設された。
8月10月には、共産党機関紙『ラフヴァ・ハール』がソ連で初めて、当局が40年以上に渡って秘匿し続けてきた独ソ不可侵条約秘密議定書を公表した。同日の記事では、かつて条約の正当性を喧伝してヒルヴェ公園の集会を批判した歴史家ヘイノ・アルミャエ (et) 自身が、「ソ連が独ソ不可侵条約を締結したのは必要に迫られてのものではなかった」としてバルト諸国占領の正当性を揺るがす論を述べた。11月16日には、歌う革命を「連邦から離脱するという政治的誤り」と公言してきたブルーノ・サウルが閣僚会議議長から解任され、トーメに交代している。
同時期には、エストニア出身のソウル五輪ソ連代表金メダリスト、エリカ・サルミャーエとティート・ソックが凱旋帰国した。2人はタリンでの歓迎集会で、自分たちが三色旗の下でメダルを受け取れなかった無念を語り、それを受けて人民戦線はエストニアオリンピック委員会の再建を開始した。そして翌1989年1月14日、IOCには未認可ながら、48年ぶりにエストニアオリンピック委員会が再建された。4月1日にはエストニアが独自に国際トライアスロン連合へ加盟したが、モスクワはこれを黙認した。
1989年1月10日には、エストニア最高会議がソ連の予算制度に反して、共和国内での歳入をすべて共和国の歳入とする「課税法」を採択した。5月18日には、共和国に自国経済の管理権を与え、また土地の私有を許可する決議を採択している。7月27日に連邦最高会議はこれに応え、バルト三国に独立採算制への移行を認める決定を採択した。6月25日には民族遺産保存協会によって、かつての第一共和国大統領コンスタンティン・パッツの銅像が復元され、その除幕式には3万人が参列している。

### 国家主権宣言
エストニアに様々な政治勢力が林立し始めるなか、1988年10月にモスクワが提示した連邦憲法改定案の第108条は、連邦の構成に関する問題の決定権を連邦人民代議員大会に一任するという内容であった。しかしこれは、形式的に保障されていた連邦離脱権までも制限するものではないか、との各共和国の危惧を呼んだ。すでに対立が激しくなっていた共産党・民族派・人民戦線の三者も、この動向には一致団結して抗議の署名集めを行った。
そしてついに11月16日、エストニア最高会議は賛成258票・反対1票・欠席1で、ソ連構成共和国初の国家主権宣言を採択した。これによって、国内すべての領土資源は共和国に属するものとされ、「連邦法が共和国内で発効するには共和国最高会議の承認を要する」として、共和国法に反する連邦法への拒否権も約束された（賛成254票・反対7票）。しかし、あくまでその内容は、ソ連への併合については「エストニアの主権保持と民族の繁栄が約束された」として強制性を否定し、「エストニアの人民は、エストニア・ソビエト社会主義共和国に住む人々を民族的帰属に関わりなく差別するような法律には同意しない」として、民族間の平等を謳うものであった。
同月26日の連邦最高会議幹部会に出席したエストニア最高会議幹部会 (et) 議長アルノルト・リューテルも、エストニアの主権宣言は連邦を維持するためであると表明した。しかしゴルバチョフは、この動きを「エストニアの経済的孤立主義という取り返しの付かない道を歩ませ、我が国〔ソ連〕の統一経済を破壊する政治的冒険主義」であると激しく非難した。一方でゴルバチョフは「エストニアが直面している数多くの現実的問題は正当である」と認めもしたが、結局、連邦最高会議幹部会はエストニアの主権宣言を無効であると決議し、ゴルバチョフに対するエストニア側の不信は高まっていった。
同月30日にリューテルは連邦最高会議で「連邦であるならば各共和国が拒否権を持つのは当然」と反論し、12月7日にエストニア最高会議は拒否権を再決議した。13日に最高会議は、エストニア語を国家語とする憲法第5条の改定案を承認し（賛成204票・反対49票・棄権4票）、翌1989年1月18日にはその細則を定めた言語法が採択された（憲法採択時の言語法案について、賛成329票・反対10票・棄権4票）。

### 並立議会の出現

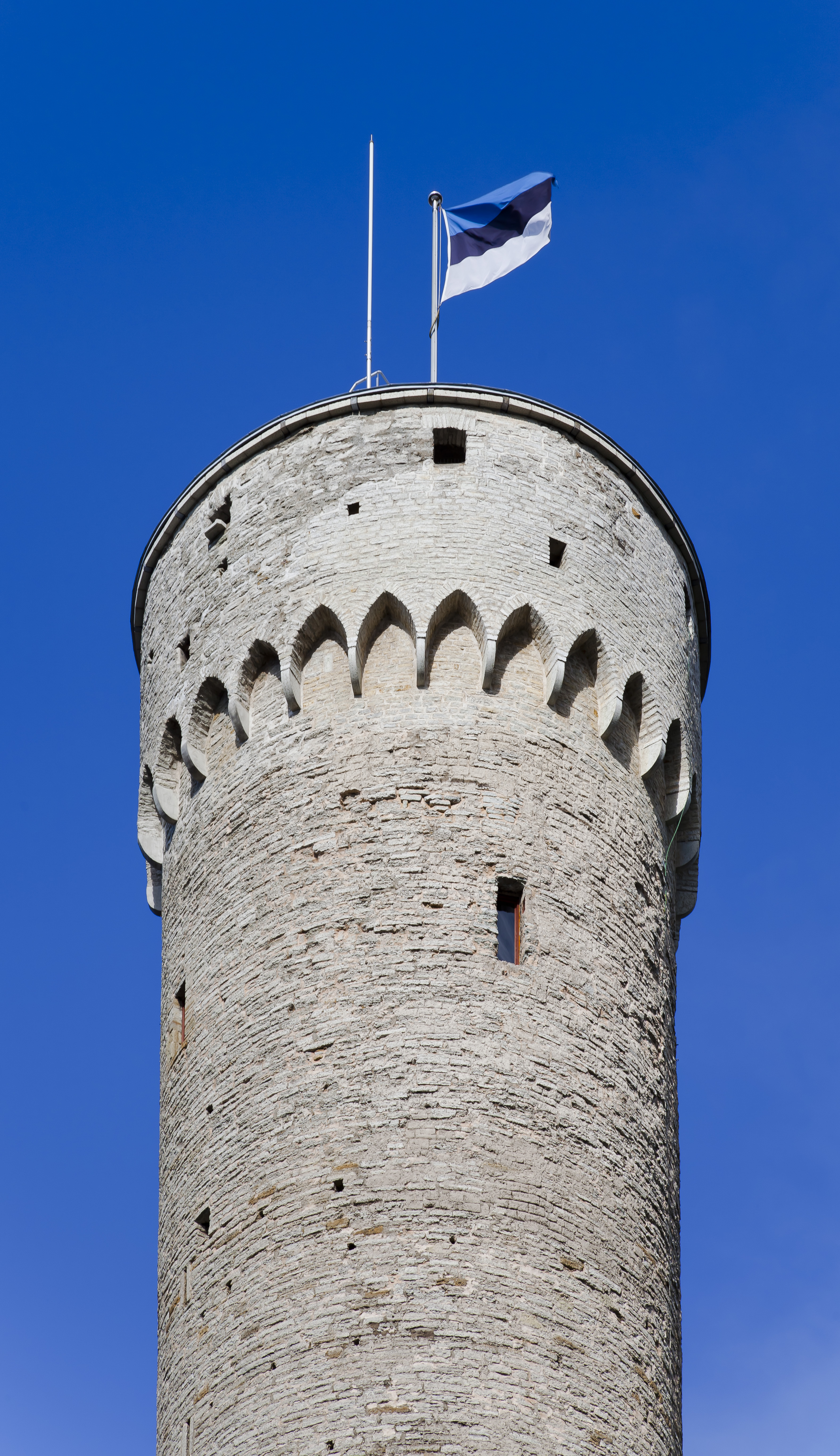
1989年の独立記念日以来、三色旗が翻るピック・ヘルマン塔

1989年2月9日には欧州議会代表団がバルト三国に入り、三国の生存と人権のためにそれぞれの人民戦線を援助する、との声明を発した。17日にはエストニア最高会議幹部会が、2月24日を正式に独立記念日と制定した。そして、直後の24日に共産党と人民戦線が中心となって組織した独立記念日式典では、最高会議が置かれるトーンペア城のピック・ヘルマン塔に、独立喪失から40年以上の時を経て始めて、赤旗ではなく三色旗が掲げられた。またリューテルも同式典で、第一共和国が1918年2月24日に発した独立宣言を、レーニンによる民族自決原則に則ったものであるとの認識を示した。
しかし民族派にとってみれば、共産党によってピック・ヘルマン塔に三色旗が掲げられたことは、第一共和国とソビエト共和国をなし崩し的に連続させようとする試みに他ならなかった。加えてこの際、民心を掴んでいたリューテル、トーメ、ヴァリャスらの共産党改革派とともに式典を執り行うことを選んだ人民戦線（同月2日、正式に政党登録）は、民族派との連携を拒否していた。
民族派は同24日、戦前からの国家の連続性と、当時の国民を基盤とした独立回復を宣明した。そして、ソ連編入以前からの国民とその直系子孫、およびその理念に共感する者を対象とした独自の「国民」登録を開始した。3月10日には民族独立党・民族遺産保存協会・キリスト教連合 (et) の民族派3団体が、エストニア人のみによる新たな議会「エストニア会議」招集のために、全国の地方自治体に「国民委員会」(et) を設置するよう呼びかけた。
これに応えて全国には多数の国民委員会が設置されたが、共産党や人民戦線はこれに対し、非現実的で実効性に乏しく、エストニア人民を分裂させる行為である、と非難した。その一方で、ロシア人を排除した新たな議会の創設というこのアイデアはラトビアにも波及し、ラトビア共和国国民会議が創設される契機となっている。

## 歴史認識の闘い

### 秘密議定書の見直し
同時期の3月4日から5日にかけて、族際運動が正式に設立大会を開く一方、4月29日に人民戦線は「民族自決について」の決議を採択。「1940年におけるエストニア民族国家の抹殺はエストニア人民に対する犯罪である」と明言し、現状のエストニア国家が占領状態にあると確認した。5月14日には三国の人民戦線が初の合同会議をタリンで開催し、独ソ不可侵条約秘密議定書とソ連による併合は国際法違反である、とする協定に調印した。同月18日、エストニア最高会議とリトアニア最高会議は秘密議定書を無効であると決議し、その違法性・無効性を認めるよう人民代議員大会に要求した。

### モスクワとの対立
一方、3月に実施されていた人民代議員大会選挙では、エストニアに割り当てられた36議席のうち27議席で、人民戦線の支援する候補が当選する勝利を収めた。6月1日にはバルト三国からの強い要望によって、第1期人民代議員大会 (ru) に独ソ不可侵条約調査委員会が設置された。

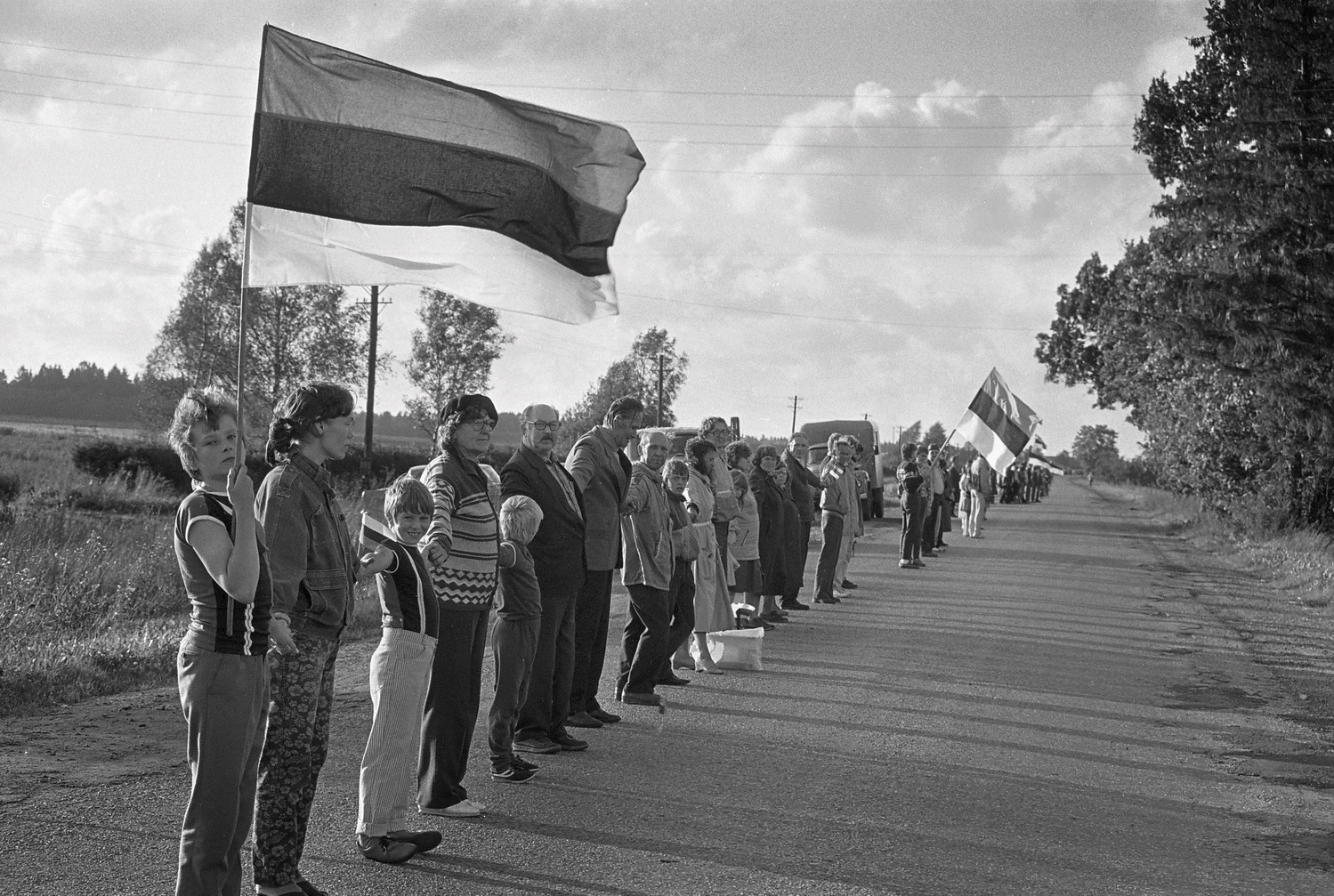
バルトの道に参加するエストニアの人々

委員会はモスクワが否定し続けてきた条約秘密議定書の存在を確認し、さらに26人の委員のうち14人が、秘密議定書は三国の主権を蹂躙するものである、としてその無効宣言を求めた。しかし、ゴルバチョフの指示を受けたアレクサンドル・ヤコヴレフ委員長は、8月18日の『プラウダ』上で、秘密議定書とバルト三国の併合を関連付けることを拒否した。これに落胆した三国の約200万人の住民たちは、条約締結記念日の8月23日、タリンからリガを経てヴィリニュスに至る650キロメートルの人間の鎖を作って抗議。この「バルトの道」には、エストニアからヴァリャスとトーメも参加した。
しかしこれに対して8月26日、連邦共産党中央委員会は連邦中央テレビで長文の警告声明を発し、バルト諸民族について「民族主義者に指導されて彼らは奈落の底に向かって猛進している」「もし彼らが目的を達成したならば、3民族にとって結末は破滅的なものとなろう」として、「ソビエト諸民族の単一の家族と連邦共産党の統一を保つ」よう求めた。ゴルバチョフも、9月19日の連邦共産党民族問題中央委員会総会で、当時ファシズムの脅威に晒されていた三国の人民が、自発的にソ連への加盟を選択したのである、と述べてバルト三国の主張を真っ向から否定した。
これを受けて三国の共産党は、8月30日に連邦離脱を否定する声明を発し、表向きはモスクワへの恭順姿勢を示した。しかし、三国の代議員たちはゴルバチョフに対して全面的に不快感を表明し、三国の人民戦線も8月31日、合同で中央委員会を非難する声明「ソビエト連邦の諸民族へ」を発した。合同アピールは中央委員会声明について「スターリン時代、そして1968年のチェコ事件以来、我が国の民主主義にとってこれほど危険な文書が出たことは恐らくなかった」と述べ、著名な反体制活動家アンドレイ・サハロフもまた、9月16日のフランスでのテレビ・インタビューに対し、中央委員会声明は「完全に狂気の沙汰」であり、「無益にも事態をますます悪化させている」と非難した。

### エストニア側の調査
モスクワが歴史認識問題について揺さぶられる一方、7月20日にはエストニア最高会議幹部会の側も、科学アカデミー副会長アルノ・キョールナ (ru) を長とし、サヴィサール、ティトマ、ラウリスティンら18人による「1940年の出来事に関する歴史的・法的評価を行う委員会」を設置した。9月25日、調査委員会は、1939年から1940年にかけてエストニア＝ソ連間で結ばれた条約は一切「法的にはゼロ」であり、エストニアのソ連への加盟は「侵略・軍事占領・併合」であったと結論した。11月12日に最高会議はこの報告に基づき、1940年7月22日にエストニア議会が発したソ連加盟宣言を、エストニア人民の自由意志に基づかない無効なものであったと認定した。しかし、ロシア人議員ら43人はこの議決に反対して途中退出している。
その後、11月27日には連邦最高会議がバルト三国に対し、国内財政・金融機関の指導・価格決定について、各共和国の権限を認める固有の経済的規約を発した。12月24日には第2期人民代議員大会 (ru) が秘密議定書の存在を認め、その無効性を宣言した。しかし人民代議員大会は、三国はあくまでも秘密議定書とは無関係にソ連へ自発的に加盟した、として併合の正当性を譲らなかった。この決議に対しては、総投票数2250のうち三国の代表などが252の反対票と264の無効票を投じたが、1432の賛成票によって可決された。

## 諸勢力の思惑

### 共産党の凋落
秘密議定書に関する調査と並行して、エストニア最高会議は8月8日、ロシア人議員の反対を押し切って、有権者に数年の国内居住要件を求める選挙法を可決した。しかしこれに対し、7月末から8月上旬にかけて族際運動は労働集団合同会議・スト委員会共和国会議・ソ連軍退役兵士連合などのロシア人組織を糾合し、51企業から数千人のロシア人が参加する抗議ストを打った。8月16日には連邦最高会議幹部会が、このエストニアの新選挙法を連邦憲法違反と布告し、『プラウダ』は三国の人民戦線が「民族主義的ヒステリー」を助長していると非難した。
この圧力に屈したエストニア最高会議は、10月5日に次期地方選挙への新選挙法の適応を取りやめると決議し、族際運動への譲歩を続けるエストニア共産党の支持率は、秋頃から急落し始めた。同時期の調査では、人民戦線が全人口の35.2パーセント、エストニア人の50.3パーセントから支持を受けていたところ、共産党は全人口でも16.2パーセント、エストニア人の間では7.2パーセントの支持しか得られなかった。

### 独立構想の具体化
|                               | エストニア人 | エストニア人 | エストニア人 | エストニア人 |        | 非エストニア人 | 非エストニア人 | 非エストニア人 | 非エストニア人 |
| 1989年                        | 1989年       | 1990年       | 1990年       | 1989年       | 1989年 | 1990年         | 1990年         |                |                |
| 4月                           | 9月          | 1月          | 5月          | 4月          | 9月    | 1月            | 5月            |                |                |
| 現状維持                      | 2%           | 2%           | 0%           | 0%           | 54%    | 37%            | 20%            | 21%            |                |
| 国家連合としての ソ連に留まる | 39%          | 31%          | 15%          | 2%           | 25%    | 47%            | 52%            | 46%            |                |
| 完全独立                      | 56%          | 64%          | 81%          | 96%          | 5%     | 9%             | 17%            | 26%            |                |

片や、人気と政治手腕を買われて7月24日に閣僚会議議長代行に選出されたサヴィサールは、9月16日、第一共和国の存在を認めつつも第二共和国（ソビエト共和国）を基として新たな主権国家エストニアを建設するという「第三共和国構想」を提案した。そして人民戦線も、10月17日に発表した最初の選挙綱領において、ソ連の国家連合化を目指すとともに、遠い目標として非武装中立によるエストニアの完全独立を公約として掲げた。
同月初頭には三国からの議員90人の支持を受けた「バルト議会グループ」が発足し、月末にリガで行われた三国首脳会談によって、バルト共同市場の設立と、共和国通貨への段階的移行が議論された。そして12月10日、エストニア最高会議は「ソ連の国家予算について」の連邦法を国内で執行停止すると決議した。その後のエストニア科学アカデミーによる調査でも、1989年9月の時点では9パーセントに留まった独立賛成派の非エストニア人が、翌1990年3月には35パーセントに急増するなど、ロシア人に対する切り崩しも功を奏しつつあった。

### エストニア全人民代議員総会
1990年2月2日のタルトゥ条約締結記念日には、最高会議の賛同のもとにエストニア全人民代議員総会が開かれ、地方議会から最高会議までの議員や、連邦人民代議員大会へのエストニア代表など4000人がタリン市ホールに集結した。彼らは国際連合や全欧安全保障協力会議 (CSCE)、各国政府に宛てて独立宣言を発し、「我々から暴力によって奪われた独立国としての地位と権利を、法律に則った形で平和裏に回復する」「タルトゥ条約が現在も有効であるとの立場から、エストニアの事実上の回復に向けての交渉を、すべての関係者との間で始める」と述べた。
前年11月の主権回復宣言から大きく前進したこの宣言は、民族派が呼びかけていた同月24日からのエストニア会議選挙に対抗するためのポーズとも取れる。しかし実際にこの宣言は、エストニア側から正式な連邦離脱交渉を開始する転換点となった。2月19日、最高会議は連邦内務省エストニア支部を廃止し、新たなエストニア内務省を創設すると決定した。

### エストニア会議選挙
一方、国外で進行していた東欧革命を追い風に、エストニア会議招集のための国民委員会への登録者数は着実に増加していた。エストニア会議の選挙は24日から5日間に渡って実施され、59万1508人が投票した。その結果は無党派109議席・人民戦線107議席・民族遺産保存協会104議席・民族独立党70議席・共産党39議席と、決して民族派の圧勝ではなかった。しかし直後には、民族派に批判的であった人民戦線の側からも、勢いを増すエストニア会議との協調の必要性が語られるようになった。
3月11日に招集されたエストニア会議第1回大会 (et) は、リトアニア最高会議による独立回復宣言と重なった。しかし、エストニア会議は急進的な独立要求を否定するとともに、エストニア最高会議が独立を宣言する権限も否定し、リトアニアとは異なる戦略を採った。エストニア会議は、自国が50年間併合・占領状態にあることを確認し、自身がエストニア国家再建までの間の、国民の唯一の代議機関であると宣言した。

### 最高会議の自由選挙
対する最高会議は2月の時点で、共産党の指導性を定めた連邦憲法第6条を廃止していた。3月18日には複数政党制に基づく最高会議選挙が実施され、その結果は105議席のうちで独立賛成派73議席・反対派（族際運動）27議席で、その他は態度保留であった。また、当選者のうち45人は人民戦線メンバー、44人はエストニア会議議員であり、ロシア人の投票内訳は反エストニア系ロシア人議員が28.2パーセント、親エストニア系ロシア人議員が20.9パーセント、20パーセントがエストニア人議員とされる。その一方、当時人気の絶頂にあった民族独立党は、あくまでも最高会議の正当性を否認して選挙をボイコットしたため、その後の最高会議で民族派の発言力は低下することとなった。
新たに選出された第12期最高会議 (et) の側も、ロシア人が国内にさほど流入しなかったリトアニアとは異なり、族際運動への警戒からあくまでもモスクワとの交渉によって独立を達成しようとした。同月30日、最高会議は「エストニアの国家的地位について」の決議を採択し、現在のエストニアは不法占領下における合法的国家権力機関形成までの移行期にある、という事実上の独立宣言を発した。
最高会議選挙後には、エストニア会議と人民戦線との合意によってサヴィサール内閣 (et) が成立したが、あくまでもロシア人を排除して戦前の国家の回復を求めるエストニア会議と、民族関係の安定化を最重要視するサヴィサールは激しく対立した。互いに正当性を主張する2つの議会が並立する一方で、エストニア共産党の側も、3月23日から24日にかけての党大会において、連邦共産党の下部に留まるもの（反独立派）と、連邦党から独立するものの二派に分裂している。

## ゴルバチョフとの対決

### 連邦「不離脱」手続法
4月3日には連邦最高会議が新たな連邦離脱手続法を採択したが、その内容は「住民投票で3分の2の賛成がなければ10年間議論が凍結され、3分の2の賛成が得られた場合でも、5年までの移行期間を置いたうえで人民代議員大会が可否を判断する」という、連邦離脱を事実上不可能にするものであった。同月には無任所相エンデル・リップマーが独立交渉のためモスクワへ派遣されたが、「国家的地位について」の決議を撤回することが条件である、としてゴルバチョフはこれを撥ね付けた。
しかしバルト三国はモスクワの意向を拒絶し、4月12日、三国の閣僚会議議長はバルト共同市場の創設に合意した。5月12日には三国の最高会議議長がタリンで会見を持ち、1934年のバルト協商を復活・強化する共同宣言に署名した。5月8日にはエストニア最高会議が、第一共和国の国旗・国章・国歌を法的に復活させるとともに、国名も「エストニア・ソビエト社会主義共和国」から「エストニア共和国」へ復すると決議。これを以て、バルト三国からソビエト共和国の国家的シンボルは消滅した。
次いで、エストニア最高会議は5月16日に「独立回復までの行動計画」決議を採択し、独立交渉と諸外国からの外交承認に向けた努力・司法制度のソ連からの分離などが声明された。6月13日には所有権法が採択され、市場経済導入・民営化促進・私有財産制復活が宣言された。26日には移民法が採択され、「エストニア古来の住民の生存かつ発展を促進する」ために「ソ連からの移民」を厳しく規制することが定められた。

### 内乱の危機
しかし、その一方でモスクワの強硬姿勢は一層高まり、5月14日にゴルバチョフはエストニアとラトビアの独立宣言が無効であると公式に表明した。翌15日には5000人ともいわれる族際運動支持者がトーンペア城に集結し、赤旗を掲げて城門をこじ開け、庁舎への侵入を図るという事態に至った。この動きはモスクワによって仕組まれたものであり、同日にはリガでも同様の事件が発生し、タリンに駐留するソ連軍も出動の合図を待っていた。
この一触即発の事態に、サヴィサールはラジオ放送で支援を訴え、これに応えて1万5000人のエストニア人が、政府を支援するためにトーンペア城に駆け付けた。彼らは、族際運動を取り囲むと静かにエストニア民謡を合唱し、ロシア人たちは人垣に開けられた道を通って平和裏に退散していった。
非暴力が暴力に打ち勝った「歌う革命」の象徴たるこの出来事により、サヴィサール政権と最高会議への支持が高まる一方、エストニア会議の影響力は弱まっていった。しかし、あくまでも新連邦条約による連邦再編を図ろうとするモスクワと、連邦離脱を求めるエストニアとの間に交渉の余地はなかった。行き詰まるサヴィサール政権に対し、エストニア会議は起死回生を狙い、「自由エストニア」連合 (et)と協力してサヴィサールの退陣要求を発した。しかし結局は何の成果も得られず、むしろ共産党系の「自由エストニア」と野合したエストニア会議の信頼が失墜する結果に終わった。

### エリツィンの台頭
他方、6月のロシア最高会議議長選挙で勝利した急進改革派のボリス・エリツィンは、ゴルバチョフによるリトアニアの経済封鎖を批判し、バルト三国の独立宣言を支持するなど、ゴルバチョフとの対決姿勢を鮮明にしていた。同月にはエストニア＝ロシア両共和国間の経済協議がレニングラード市代表を含めて開始され、7月27日にはエストニアとレニングラードとの貿易協定が締結されるなど、エリツィンはゴルバチョフやソ連を飛び越えた指導性を発揮し始めた。
エストニアで9月末に開催された各共和国首脳会議においても、バルト三国は各共和国を統一する連邦評議会に関する協議への参加を拒絶した。同月にはエストニアとモスクワとの間で交渉が開始されるも、わずか3回目にして交渉は暗礁に乗り上げ、追い詰められたゴルバチョフは急速に保守強硬化してゆく。ゴルバチョフは11月17日の連邦最高会議において、分離主義的運動を鎮圧するためには思い切った手段の行使もあり得る、と述べ、同月パリで開催されたCSCEへのバルト三国のオブザーバー参加も、その圧力によって妨害した。

### 日曜日の流血

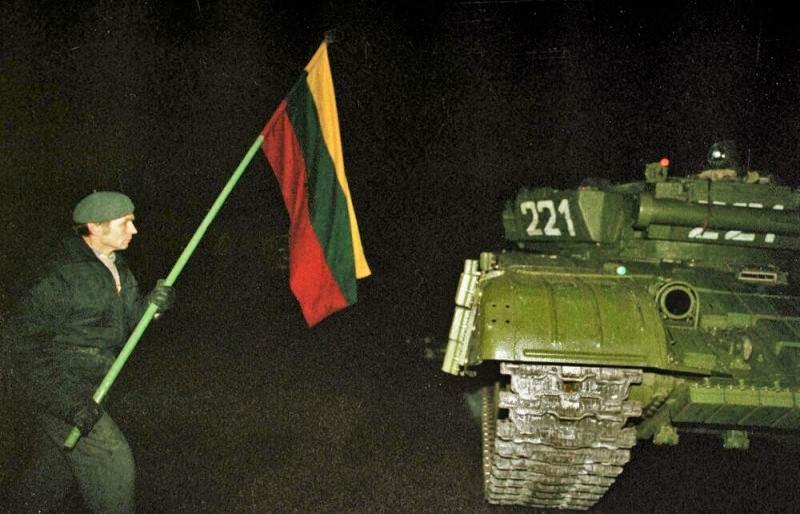
ソ連軍のT-72Bと対峙するヴィリニュス市民

翌1991年1月7日には、徴兵忌避者の捜索を口実として、連邦国防省は三国へ軍の投入を通告。そしてついに11日から13日にかけて、ヴィリニュスの戦略拠点をソ連軍が襲撃し、14人の死者が発生した（リトアニア血の日曜日事件）。続く20日にはリガにもソ連軍の攻撃が加えられ、6人の死者が発生する事態に至った（ラトビア血の日曜日事件）。
この非常事態の最中、12日にリューテルとエリツィンの両国最高会議議長は、モスクワでエストニア＝ロシア間の基本条約に調印した。だが、ヴィリニュスが襲撃された13日には、エストニア国境の街ナルヴァにもソ連軍の戦車隊が集結し始めていた。しかし、タルトゥの空軍戦略爆撃機部隊司令官ジョハル・ドゥダエフ少将は基地へのソ連軍機の着陸を禁止し、エリツィンに対しエストニアを訪れるよう進言した。結果、同日にはエリツィンもタリンを訪問し、バルト三国とロシアの主権確認に関する共同声明によって三国への支持を表明した。エリツィンは駐留ソ連軍に対し実力行使をやめるよう警告し、またヴィリニュス襲撃の報を耳にしたタリン市民が放送局などの防御を固めたため、ソ連軍がタリンを襲撃することはなかった。

## 独立回復

### モスクワの政変
3月3日にエストニアが独自に実施した独立回復に関する住民投票においては、「エストニア共和国の独立回復を望むか」との質問に対して、ロシア人を含めた有権者の6割強、投票者の8割弱が賛成した（ロシア人による投票の内訳は、賛成が3割、反対が4割、無投票が3割程度と推測されている）。同月17日にモスクワにより実施された、連邦の維持に関する全連邦国民投票も、エストニアを始めとしてバルト三国など6か国はボイコットしている。
ソ連崩壊の可能性が現実のものとなるなか、ゴルバチョフはあくまでソ連経済圏の維持を試み、新連邦条約に各共和国の決定権を盛り込んだ譲歩宣言を、4月24日に発した。しかし、連邦副大統領ゲンナジー・ヤナーエフなどの改革反対派にとってみれば、新連邦条約の締結こそが事実上のソ連解体であった。8月19日、ヤナーエフら強硬派は国家非常事態委員会を組織してゴルバチョフを軟禁し、全権掌握と非常事態を宣言した（八月クーデター）。

### 非常事態の渦中で
国家非常事態委員会はバルト地域にも非常事態宣言を発令し、タリン港はソ連艦によって封鎖された。沿バルト軍管区司令官フョードル・クジミン (ru) はリューテルに対して委員会への服従を求めたが、リューテルがこれを拒否したため、翌20日午前には約100両に及ぶソ連軍の車列がタリン市内に入った。だが、未だ統制が取れていないソ連軍に対し、数千人のタリン市民は「独裁反対」「エリツィン負けるな」との横断幕や三色旗を掲げて対抗した。連邦共産党中央委員会はクーデター支持を促す文書を各共和国へ送ったが、エストニア共産党独立派第一書記エン＝アルノ・シッラリは、これへの署名を拒否した。
国内のみならず、ソ連全土や国際社会もクーデターに騒然とするなか、エストニア最高会議の議員たちは19日早朝から独立へ向けた議論を開始した。しかし彼らには、未だクーデターの趨勢が不明確な状況で、独立宣言が国際社会から支持されるのかという懸念もあった。とりわけ議員たちが憂慮したのは、当時すでに民衆から見放されていたエストニア会議が決議に反対するのではないか、という点であった。

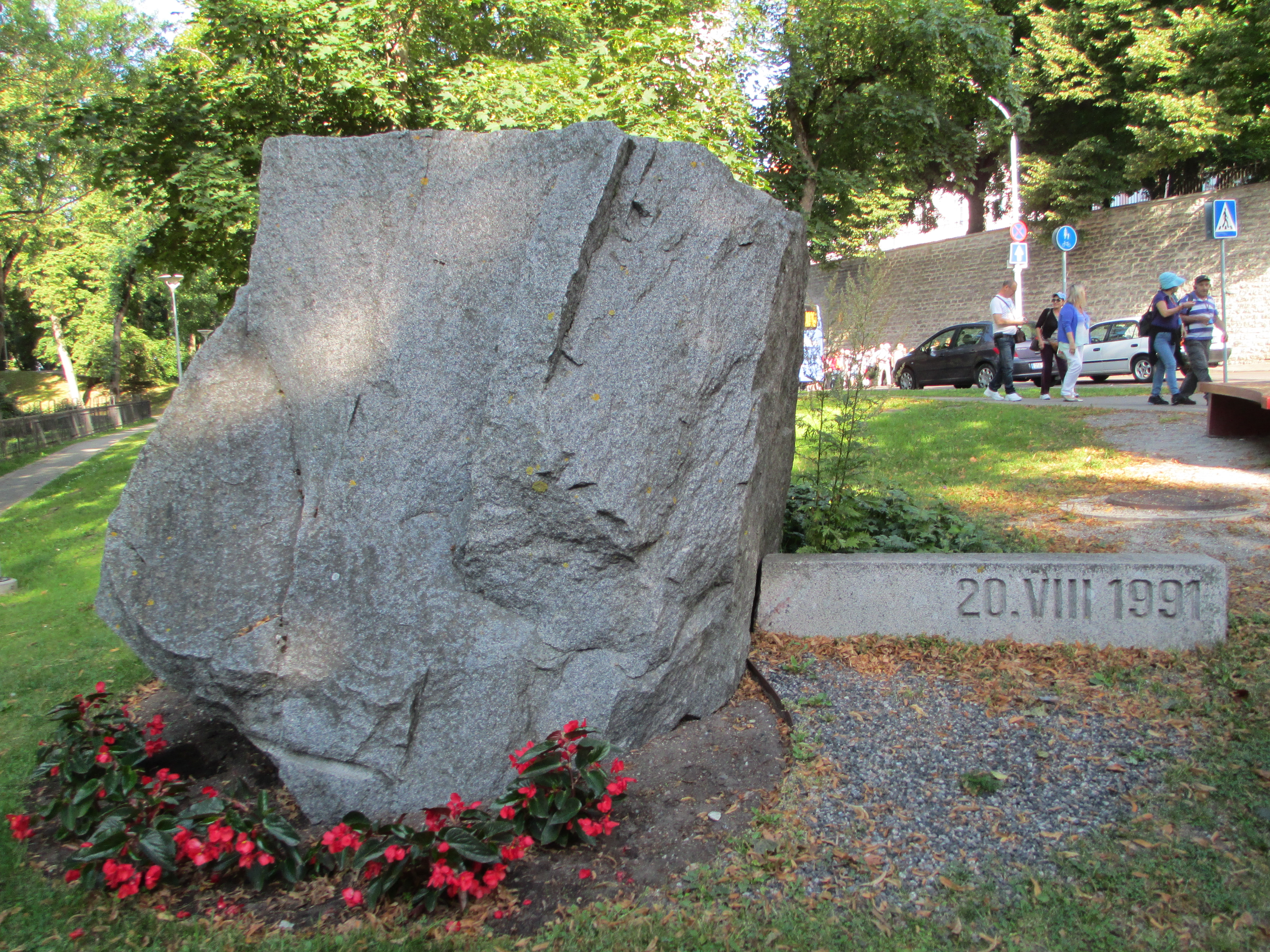
トーンペア城に置かれた「8月20日記念石」（et, 元はソ連軍の侵入を防ぐために置かれていた）

紛糾した議論の末、8月20日の深夜23時3分、最高会議は76人の議員の出席のもと、「独立回復に関する決議」(et) を賛成69票・反対0票・棄権1票の圧倒的多数で可決した。一方、最高会議のロシア人議員たちは、独立したエストニアにおいて非エストニア人の権利が保障されていない、としてこの決議への投票をボイコットした。
懸案事項であったエストニア会議の存在について、独立決議はその第2項で、最高会議とエストニア会議双方の代表によって構成される憲法制定会議の招集を定めた。これは、最高会議の側はエストニア会議に譲歩することで圧倒的賛成多数という投票結果の説得力を得、エストニア会議の側もそれまで正当性を否定し続けていた最高会議に協力するという、両者の妥協の産物であった。
一方、翌21日未明には侵入していたソ連軍によってタリンテレビ塔が占拠される事態が発生し、対する市民もトーンペア城や放送局に集結してこれらを死守する構えを見せた。同時期にはヴィリニュスとリガでもソ連軍の攻撃によって死者が発生するなか、エストニア政府もクーデターに反対するゼネストを全国で決行するよう呼びかけた。しかし同日中にはモスクワのクーデター勢力も瓦解を始め、19時にはタリンテレビ塔からもソ連軍が撤退したことによって、エストニアは無血での独立を達成した。

## 独立回復後

### 各国による承認

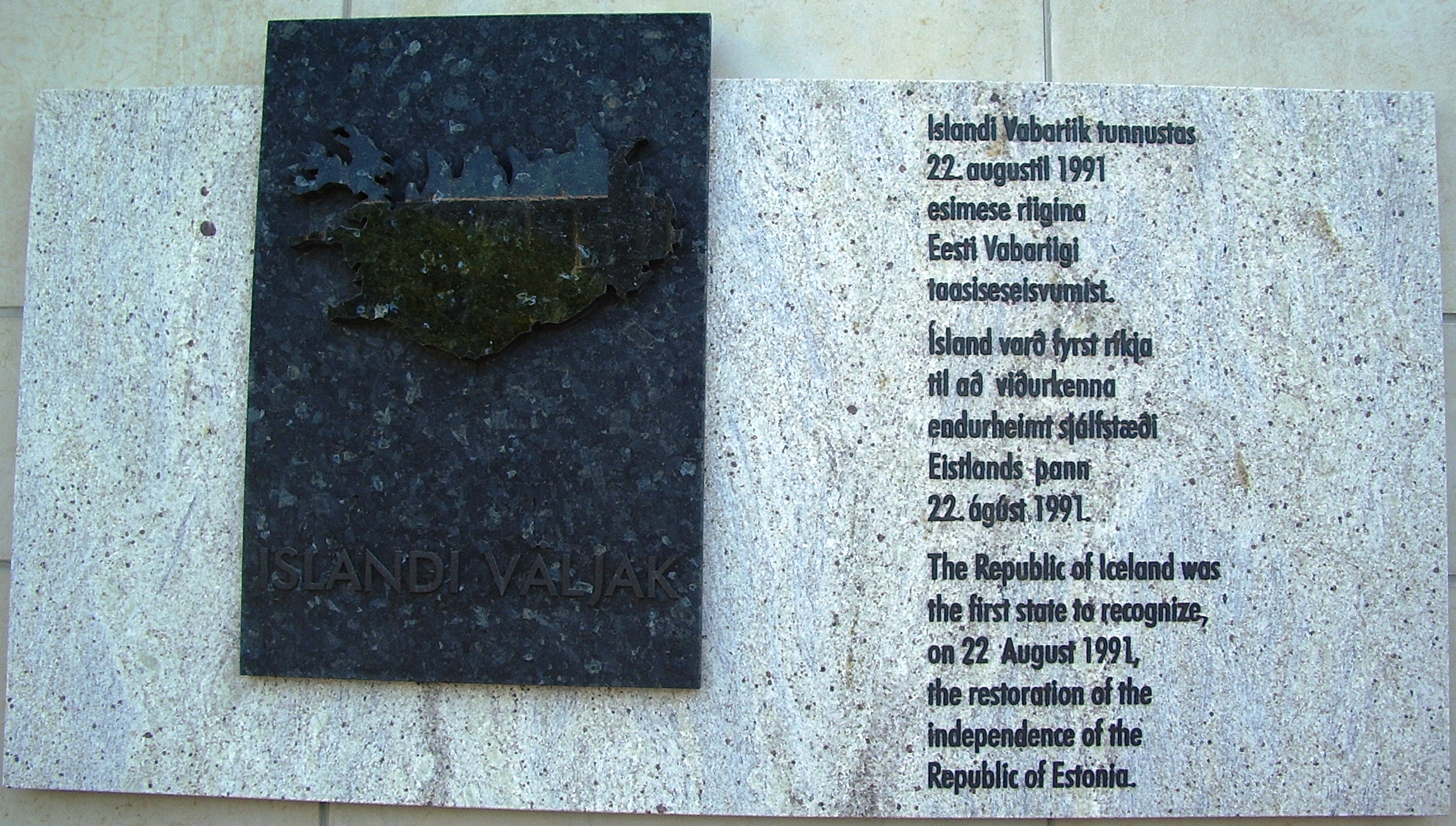
外務省に掲げられた、アイスランドを讃える記念銘板

諸外国のなかで、8月22日にいち早くエストニアの独立回復を承認したのはアイスランドであった。エストニアは、未だソ連の行く末が不明な段階で国家承認に踏み切ったアイスランドの勇断を讃え、タリンの外務省 (et) 前広場を「アイスランド広場」(et) と改称した。その後、8月24日にはロシアが、9月6日にはソ連がバルト三国の国家承認を行い、三国は名実ともに独立回復を成し遂げた。9月17日、三国は揃って国際連合へ加盟を果たした。
自国の独立回復を、エストニア側は国際法的に、第一共和国と1991年以降の共和国の「継続」と見做している。対するロシア連邦側は、ソビエト共和国と1991年以降の共和国の「継承」と見做し、両者の認識は対立している。他方、第三国による認識を見れば、スウェーデンのようにソ連のバルト諸国併合を法的に承認しながら、独立回復後には第一共和国がスウェーデン銀行に貯蓄していた金額に相当する経済援助をすることで、第一共和国との「継続」を認める例もある。対照的に日本のように、ソ連による併合を承認しなかったにもかかわらず、国交回復の際には1991年以降に締結した条約のみを法的基盤であると確認して「継続」を否定した例もあるように、国際社会の対応は様々である。

### 過去の清算問題
エリツィンがバルト三国の独立を承認する声明を発した翌日の8月22日から、早くもエストニア政府は国内からソビエト勢力を一掃する作業に入った。連邦共産党は、エストニアの法によって登録されていない組織として非合法化され、族際運動もクーデターへの参加を理由に活動禁止処分を受けた。27日には連邦共産党（エストニア共産党反独立派）とコムソモールの資産が接収・国有化された。それまではリューテルすら立ち入りを許されなかったKGBの地下室も、その封印を解かれたが、重要な文書はすでに焼却された後であった。

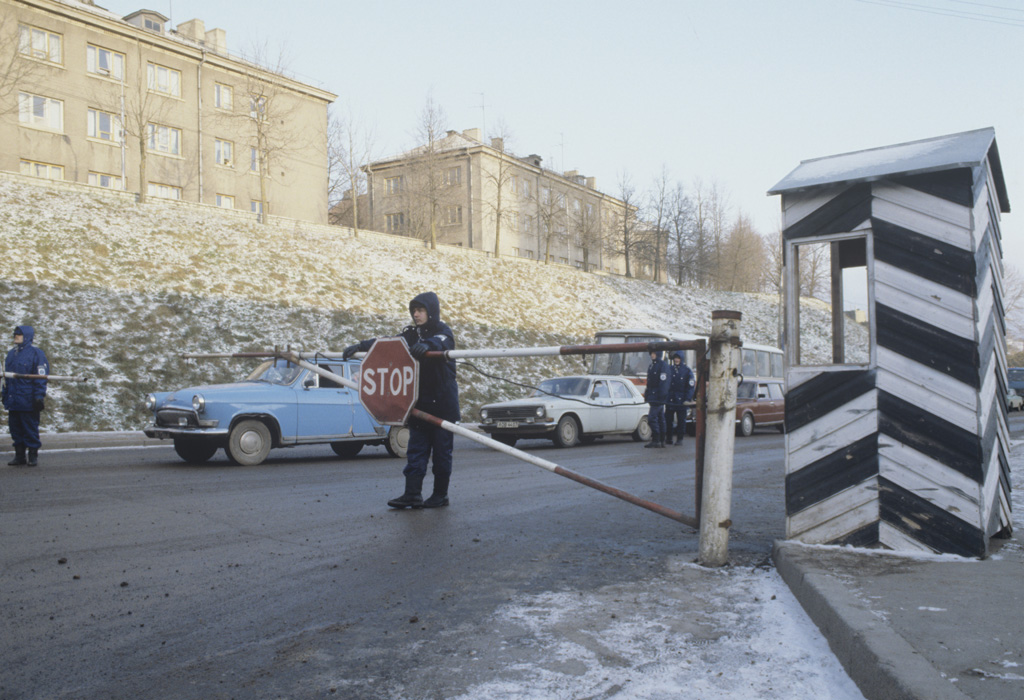
ナルヴァに設置されたエストニア側の税関（1991年12月）

翌1992年6月28日には国民投票が実施され、その結果新たな憲法が採択された。これによって、象徴的な大統領職と全101議席の一院制議会（リーギコグ）が導入され、最高会議とエストニア会議による議会並立状態は解消された。他方、9月の議会選挙によって民族主義的なラール政権 (et) が成立すると、ロシア人に自動的な国籍付与は行わないとするその国籍政策や、未だ国内に駐留を続けるロシア連邦軍の存在も相まって、エストニア＝ロシア関係は急速に冷却した。その後、ロシア軍がエストニアから撤退を終えるには1994年8月30日を待たねばならなかった。
一方、ソ連編入に際してエストニアからロシアへ割譲されていたナルヴァ川東方およびペツェリ県に関しては、ソ連編入の違法性とタルトゥ条約の有効性を訴えるエストニア側が、タルトゥ条約に基づく1920年の国境線回復を要求した。対するロシア側は、エストニアは自発的にソ連へ加盟した、と主張して係争地の返還を拒否した。やがてエストニア側は領有権主張を放棄したが、さらなるロシア側の抵抗により、2021年に至ってなお国境条約は批准されていない（エストニアとロシアの領有権問題）。

## 年表

### 1987年
- 05月01日：燐灰石採掘拡大反対運動が活発化（燐戦争（エストニア語版））
- 08月15日：独ソ不可侵条約秘密議定書（ロシア語版）公表のためのエストニア・グループ (MRP-AEG) が発足
- 08月23日：MRP-AEGにより、タリンでヒルヴェ公園の集会（エストニア語版）が開催
- 09月26日：提案「経済的に自立するエストニア」(IME) が紙上掲載される
- 12月12日：民族遺産保存協会が発足

### 1988年
- 01月中旬：エストニア共産党中央委員会（エストニア語版）イデオロギー担当書記レイン・リストラーンがインドレク・トーメ（英語版）およびミック・ティトマへ交代
- 02月19日：著名人40人による、エストニアの自主管理を求める声明が紙上掲載される
- 04月02日：創作家諸同盟合同総会、民族語・民族文化の保護および諸共和国の主権・平等を求めてエストニア指導部を非難
- 04月13日：エトカル・サヴィサール（エストニア語版）により、エストニア人民戦線（ロシア語版）の発足が提起される
- 06月16日：エストニア共産党中央委員会第一書記がカルル・ヴァイノ（ロシア語版）からヴァイノ・ヴァリャス（エストニア語版）へ交代
- 06月23日：エストニア最高会議、第一共和国時代の国旗・国鳥・国花を合法化
- 07月19日：エストニア・ソビエト社会主義共和国勤労者族際主義運動（族際運動（英語版））が発足
- 08月10日：エストニア共産党機関紙『ラフヴァ・ハール（ロシア語版）』、独ソ不可侵条約秘密議定書を公表
- 08月20日：エストニア民族独立党（エストニア語版）が発足
- 08月30日：タルトゥに国内初の商業銀行が開設
- 09月11日：タリン歌謡祭グラウンドで、30万人を動員する民族的コンサート「エストニアの歌」が開催
- 10月01日：エストニア人民戦線が発足
- 10月19日：エストニア最高会議、エストニア標準時の復活を決議
- 11月16日：エストニア最高会議が国家主権宣言（ロシア語版）を採択し、閣僚会議議長がブルーノ・サウル（エストニア語版）からトーメへ交代
- 11月26日：ソビエト連邦最高会議幹部会、エストニアの主権宣言を無効と決議
- 12月07日：エストニア最高会議、共和国法の連邦法に対する優越を再決議
- 12月13日：エストニア最高会議、憲法改定によりエストニア語を国家語とする

### 1989年
- 01月10日：エストニア最高会議、共和国内での歳入をすべて共和国歳入とすることを決議
- 01月14日：エストニアオリンピック委員会（英語版）が再建
- 02月上旬：欧州議会代表団がバルト三国に入り、三国の人民戦線に対する援助声明を発表
- 02月17日：エストニア最高会議幹部会、2月24日をエストニア独立記念日（エストニア語版）と制定
- 02月24日：トーンペア城のピック・ヘルマン塔（エストニア語版）に、第一共和国の国旗が掲揚される
- 04月01日：エストニアが独自に国際トライアスロン連合へ加盟
- 05月18日：エストニア最高会議、独ソ不可侵条約の無効ならびに自国経済の管理権・土地私有制導入を決議
- 07月24日：サヴィサール、エストニア閣僚会議議長代行へ選出
- 07月27日：ソビエト連邦最高会議、バルト三国の独立採算制への移行などを承認
- 08月08日：エストニア最高会議、立候補者に数年間の居住要件を課す選挙法を採択
- 08月16日：ソビエト連邦最高会議幹部会、エストニアの新選挙法を連邦憲法違反と決議
- 08月23日：独ソ不可侵条約とバルト諸国占領の無効を訴え、バルトの道によるソビエト連邦人民代議員大会への抗議が発生
- 08月26日：ソビエト連邦共産党中央委員会、バルト三国の民族運動への警告声明を発表
- 08月30日：バルト三国の共産党、連邦離脱の意思を否定
- 10月上旬：バルト議会グループが発足
- 10月05日：エストニア最高会議、新選挙法の次期地方選挙への不適用を決議
- 11月12日：エストニア最高会議、エストニアのソビエト連邦への併合（ロシア語版）を無効と決議
- 11月27日：ソビエト連邦最高会議、バルト三国の経済的自立に関する法令を承認
- 12月10日：エストニア最高会議、「ソ連の国家予算について」の連邦法の執行停止を決議
- 12月24日：ソビエト連邦人民代議員大会、独ソ不可侵条約秘密議定書の無効を宣言

### 1990年
- 02月02日：エストニア全人民代議員総会、独立回復交渉の開始を宣言
- 02月中旬：エストニア最高会議、エストニア憲法から共産党の指導性を定めた第6条を削除
- 02月19日：エストニア最高会議、ソビエト連邦内務省エストニア支部の廃止とエストニア内務省（エストニア語版）の創設を決議
- 02月24日：エストニア会議（エストニア語版）選挙が実施
- 03月11日：エストニア会議第1回大会が招集
- 03月18日：複数政党制に基づくエストニア最高会議選挙が実施
- 03月24日：エストニア共産党、独立派と反独立派（英語版）に分裂
- 03月30日：エストニア最高会議、「エストニアの国家的地位について」の決議を採択し、独立への移行期間を宣言
- 05月08日：エストニア最高会議、第一共和国の国旗・国章・国歌・国名の復帰を決議
- 05月12日：バルト三国の最高会議議長、バルト協商（英語版）を復活・強化する共同宣言を採択
- 05月14日：ミハイル・ゴルバチョフ、大統領令によりエストニアの独立宣言を無効と決定
- 05月15日：族際運動支持者がトーンペア城を襲撃
- 05月16日：エストニア最高会議、「独立回復までの行動計画」決議を採択
- 06月13日：エストニア最高会議、市場経済導入・民営化促進・私有財産制復活を決議
- 06月26日：エストニア最高会議、「ソ連からの移民」の規制を決議
- 07月27日：エストニア＝レニングラード市間に貿易協定が締結

### 1991年
- 01月12日：エストニア＝ロシア間に基本条約が締結
- 03月03日：エストニアの独立回復に関する住民投票が実施され、8割近い賛成票を得る
- 03月17日：エストニアなど6共和国、ソビエト連邦の維持に関する全連邦国民投票（ロシア語版）をボイコット
- 08月19日：モスクワで八月クーデターが発生
- 08月20日：エストニア最高会議、「独立回復に関する決議」を採択
- 08月21日：クーデター軍、エストニアから撤退
- 08月22日：エストニア最高会議、ソビエト連邦共産党および族際運動の非合法化を決議
- 08月24日：ロシア、バルト三国の独立を承認
- 09月06日：ソビエト連邦、バルト三国の独立を承認